# Боудон (Џорџија)
Боудон (енгл. Bowdon) град је у америчкој савезној држави Џорџија. По попису становништва из 2010. у њему је живело 2.040 становника.

## Демографија
Према попису становништва из 2010. у граду је живело 2.040 становника, што је 81 (4,1%) становника више него 2000. године.
| Група             | 2000.         | 2010.         |
| Белци             | 1.389 (70,9%) | 1.431 (70,1%) |
| Афроамериканци    | 493 (25,2%)   | 476 (23,3%)   |
| Азијати           | 2 (0,1%)      | 8 (0,4%)      |
| Хиспаноамериканци | 47 (2,4%)     | 66 (3,2%)     |
| Укупно            | 1.959         | 2.040         |